# Novi Golubovec
Novi Golubovec  è un comune della Croazia di 1 073 abitanti della regione di Krapina e dello Zagorje.